# Yverdon Ducs
Gli Yverdon Ducs sono una squadra svizzera di football americano di Yverdon-les-Bains militante nel campionato svizzero di flag football e in NSFL fondata nel 2004.
Hanno vinto due volte il Torneo NSFL Flag Élite.

## Dettaglio stagioni

### Tackle football

#### Tornei locali

##### NSFL

###### NSFL Tackle Élite
| Stagione | regular season | regular season | regular season | regular season | regular season | regular season | playoff | playoff | playoff | playoff | playoff | playoff     | playoff        |
|          | Vin            | Par            | Per            | Tot            | PF             | PS             | Vin     | Per     | Tot     | PF      | PS      | risultato   | avversaria     |
| -------- | -------------- | -------------- | -------------- | -------------- | -------------- | -------------- | ------- | ------- | ------- | ------- | ------- | ----------- | -------------- |
| 2005     | 4              | 0              | 4              | 8              | 156            | 106            | -       | -       | -       | -       | -       | -           | -              |
| 2007     | 1              | 0              | 6              | 7              | 48             | 276            | -       | -       | -       | -       | -       | -           | -              |
| 2009     | 4              | 1              | 3              | 8              | 101            | 177            | 0       | 1       | 1       | ?       | ?       | Sesto posto | Monthey Rhinos |
| 2010     | 1              | 0              | 0              | 1              | 22             | 20             | -       | -       | -       | -       | -       | -           | -              |
| 2011     | 3              | 0              | 5              | 8              | 74             | 81             | -       | -       | -       | -       | -       | -           | -              |
| 2012     | 1              | 0              | 8              | 9              | 42             | 137            | -       | -       | -       | -       | -       | -           | -              |
| 2013     | 3              | 0              | 4              | 7              | 284            | 190            | -       | -       | -       | -       | -       | -           | -              |
| 2014     | 4              | 0              | 3              | 7              | 120            | 107            | 1       | 1       | 2       | 49      | 66      | Terzo posto | Riviera Saints |
| 2015     | 2              | 1              | 5              | 8              | 90             | 172            | -       | -       | -       | -       | -       | -           | -              |
| 2017     | 4              | 0              | 3              | 7              | 154            | 97             | 1       | 1       | 2       | 20      | 17      | NSFL Bowl   | Morges Bandits |
| 2018     | 4              | 0              | 4              | 8              | 134            | 88             | 1       | 1       | 2       | 26      | 24      | Terzo posto | Luzern Lions   |
| Totale   | 31             | 2              | 45             | 78             | 1225           | 1451           | 3       | 4       | 7       | 95+?    | 107+?   |             |                |

Fonte: Sito storico SAFV

### Flag football

#### Tornei nazionali

##### Campionati giovanili

###### Under-16
| Stagione | regular season | regular season | regular season | regular season | regular season | regular season | playoff | playoff | playoff | playoff | playoff | playoff    | playoff             |
|          | Vin            | Par            | Per            | Tot            | PF             | PS             | Vin     | Per     | Tot     | PF      | PS      | risultato  | avversaria          |
| -------- | -------------- | -------------- | -------------- | -------------- | -------------- | -------------- | ------- | ------- | ------- | ------- | ------- | ---------- | ------------------- |
| 2008     | 7              | 0              | 7              | 14             | 446            | 457            | 0       | 1       | 1       | 12      | 32      | Semifinale | Sankt Gallen Vipers |
| Totale   | 7              | 0              | 7              | 14             | 446            | 457            | 0       | 1       | 1       | 12      | 32      |            |                     |

Fonte: Sito storico SAFV

#### Tornei locali

##### NSFL

###### NSFL Flag Élite
| Stagione | regular season | regular season | regular season | regular season | regular season | regular season | playoff | playoff | playoff | playoff | playoff | playoff   | playoff       |
|          | Vin            | Par            | Per            | Tot            | PF             | PS             | Vin     | Per     | Tot     | PF      | PS      | risultato | avversaria    |
| -------- | -------------- | -------------- | -------------- | -------------- | -------------- | -------------- | ------- | ------- | ------- | ------- | ------- | --------- | ------------- |
| 2007     | 4              | 0              | 1              | 5              | 74             | 38             | 2       | 0       | 2       | 72      | 40      | Campioni  | Morges Capone |
| Totale   |                |                |                |                |                |                |         |         |         |         |         |           |               |

Fonte: Sito storico SAFV

## Palmarès
- 3 NSFL Bowl Flag Élite (2007, 2012, 2018)
- 1 NSFL Bowl Flag Junior (2006)